# Anauxesis perrieri
Anauxesis perrieri är en skalbaggsart som beskrevs av Leon Fairmaire 1902. Anauxesis perrieri ingår i släktet Anauxesis och familjen långhorningar.
Artens utbredningsområde är Madagaskar. Inga underarter finns listade i Catalogue of Life.